# Anja Kluge
Anja Kluge, född den 9 november 1964 i Berlin i Tyskland, är en östtysk roddare.
Hon tog OS-guld i fyra utan styrman i samband med de olympiska roddtävlingarna 1988 i Seoul.